# 蓝匙叶银莲花
蓝匙叶银莲花（学名：Anemone trullifolia var. coelestina）为毛茛科银莲花属下的一个变种。